# Лютнева вулиця (Київ, Дарницький район)
Лютне́ва ву́лиця — вулиця в Дарницькому районі міста Києва, селище Бортничі. Пролягає від вулиці Євгенія Харченка до Заплавної вулиці. 
Прилучаються вулиця Йоганна Вольфганга Ґете та Прополісний провулок.